# 成田和史
成田 和史（なりた かずし、12月11日 - ）は日本の声優。2011年2月までぷろだくしょんバオバブに所属していた。山梨県出身。

## 出演作品

### 吹き替え
- ジャングルガール ビンディとゆかいな動物たち（ケレイブ、マーク）
- Dr.HOUSE シーズン3（ニック）
- ドレイク&ジョシュ（ドラマー）
- ボストン・リーガル2（ウィリス）

### ゲーム
- ぱすてるチャイムContinue（谷口ハヤト）

### CDドラマ
- 全寮制櫻林館学院ロマネスク（生徒）
- デュラララ!! DVD特典CD（気弱そうな青年）
- ラブ☆ゆう（男子、通行人）

### TVドラマ
- 腐女子デカ（はぴぷりコーラス）